# Hexazin
A hexazin a nitrogén hipotetikus allotrop módosulata, képlete N6. Hat nitrogénatomból álló gyűrűs molekula, a benzol olyan analógja, amelyben minden CH-csoport nitrogénatomra van cserélve. Ez lenne az azabenzol (azin) sorozat utolsó tagja. Az azinok olyan vegyületek, amelyekben a benzolgyűrű X számú CH-csoportja nitrogénatomra van cserélve. A sorozat két utolsó tagját, a pentazint és a hexazint még nem észlelték. Az azin sorozat többi tagja – piridin, pirimidin, piridazin, pirazin, triazinok, tetrazinok – ismert vegyületek.

## Tulajdonságai
A hexazin molekula szerkezetileg nagyon hasonlít a benzolra, és – a számítások szerint – ahhoz hasonlóan valószínűleg aromás vegyület. Ennek ellenére számítógépes előrejelzések szerint rendkívül instabil, amit a nitrogénatomok nemkötő elektronpárjai közötti taszítás és/vagy a szigma lazítópályára történő elektrondonáció okozhat.

## Fordítás
Ez a szócikk részben vagy egészben  a   Hexazine című angol Wikipédia-szócikk ezen változatának fordításán alapul.  Az eredeti cikk szerkesztőit annak laptörténete sorolja fel. Ez a jelzés csupán a megfogalmazás eredetét és a szerzői jogokat jelzi, nem szolgál a cikkben szereplő információk forrásmegjelöléseként.